# 宝马i3
宝马i3是德國汽車廠商BMW生產的一款4門都市電動汽車。BMW i3是BMW的Project i產品之一，也是BMW首款零排放汽車。BMW i3的概念車在2011年首次發表。2014年，BMW i3被選為年度綠色汽車。